# Smaranda Brăescu
Smaranda Brăescu (Hănţeşti, 21 maggio 1897 – Cluj-Napoca, 2 febbraio 1948) è stata un'aviatrice romena.
È stata la prima donna pilota e la prima donna con il brevetto di paracadutista in Romania.
A livello di paracadutismo è stata Campionessa Europea nel 1931 e Campionessa mondiale nel 1932 a Sacramento (effettuando un lancio record da 7200 m).
Durante la seconda guerra mondiale fu pilota della Squadriglia Bianca.

## Biografia
Nacque nella frazione di Hânţeşti del comune di Buciumeni, nell'attuale distretto di Galați. Dopo la prima guerra mondiale lavorò come insegnante supplente nel suo villaggio natale.
Nel 1918 volò per la prima volta su un aereo Farman pilotato dal capitano Dumitru Naidinescu. Nel 1928, mentre era in Germania, comprò un paracadute e saltò per la prima volta da un'altezza di 6000 m, diventando la prima paracadutista rumena. Ottenne la licenza di paracadutismo in Germania il 5 luglio 1928, dopo un corso di due giorni e un salto senza incidenti. Grazie a lei, la Romania fu il terzo paese al mondo a vantare una paracadutista donna. Il 17 agosto 1930 a Satu Mare, dopo un salto con il paracadute, rimase gravemente ferita e fu costretta a letto per sei mesi. Possedeva due biplani. Nel 1932, con il suo Miles Hawk, stabilì il record di attraversamento del Mar Mediterraneo tra Roma e Tripoli (1100 km in 6 ore e 10 minuti). Nello stesso anno a Sacramento, in California, Braescu stabilì il record mondiale assoluto, precedentemente detenuto da un americano a 21.733 piedi, saltando con successo da 7.200 m. Da quel momento divenne un'eroina, scortata da altri 30 aerei per uno spettacolo aereo in Canada. Ebbe una grande eco medica durante le battaglie sul fronte orientale nella seconda guerra mondiale, rimanendo attiva fino al 12 maggio 1945. Dopo la guerra firmò un documento di condanna delle elezioni del novembre 1946 e fu mandata in prigione per due anni. Si ritiene che sia morta il 2 febbraio 1948 ed è probabilmente sepolta nel cimitero centrale di Cluj-Napoca con il nome di Maria Popescu.